# Het debuut
Het debuut is een Nederlandse film uit 1977 onder regie van Nouchka van Brakel. Het is een verfilming van het boek Het debuut van Hester Albach en tot filmscenario verwerkt door Carel Donck en Nouchka van Brakel. De film heeft als internationale titel The Debut.
Nouchka van Brakel, die hiermee haar debuut maakte, evenals hoofdrolspelers Gerard Cox en Marina de Graaf, zou de boeken ingaan als eerste vrouwelijke regisseur van een Nederlandse film.

## Verhaal
De 14-jarige Carolien krijgt een relatie met de 41-jarige Hugo, een vriend van haar ouders die vanuit Zambia op kerstvakantie is in Nederland. De twee spreken af op geheime locaties zoals in hotels. De relatie loopt uit op een drama als de vrouw van Hugo, Rita, zwanger blijkt te zijn, en Hugo zijn relatie voor Carolien niet wil verbreken. Carolien reageert op een laconieke manier, dat ze makkelijk zonder Hugo kan. Op school wordt ze echter voor "ouwe-mannen-neukster" uitgescholden en uit emotie knoopt ze het aan met de versierder van de school. Deze voert haar dronken en verkracht haar, een mishandeling waardoor ze depressief wordt. Uiteindelijk komt het goed nadat Hugo vertrokken is naar Afrika. Bij het afscheid op Schiphol ziet haar moeder aan de wijze van afscheid nemen wat er tussen Carolien en Hugo gebeurd is. Als laatste beeld zie je Carolien, als tegenstelling op het openingsbeeld van de film (stoer meisje, op racefiets), nu geheel veranderd, meer vrouwelijk, alternatief gekleed  op een 'damesfiets' naar school fietsen.

## Rolverdeling
| Acteur          | Personage        |
| --------------- | ---------------- |
| Marina de Graaf | Carolien Sanders |
| Gerard Cox      | Hugo             |
| Kitty Courbois  | Anne Sanders     |
| Dolf de Vries   | Peter Sanders    |
| Pleuni Touw     | Rita             |
| Pieter Fleury   | Jacques          |

## Trivia
Opvallend in de film is de gastrol van Mathilde Willink, die Carolien (hoofdpersonage) helpt met het aanbrengen van haar make-up, op het toilet van het restaurant waar zij toevallig tegelijkertijd dineren.
1896-1909 · 1910-19 · 1920-29 · 1930-39 · 1940-49 · 1950-59 · 1960-69 · 1970-79 · 1980-89 · 1990-99 · 2000-09 · 2010-19
· 2020-29